# ミライユ
株式会社ミライユ（英文社名：Miraiyu Inc.）は、東京都千代田区神田錦町に本社を置く日本の転職エージェント（人材紹介）サービスを行なっている会社である。

## 沿革
- 2014年01月　株式会社ミライユ　設立
- 2014年10月　ドライバー専門求人サービス「ドライバーズワーク」　リリース
- 2014年12月　ドライバー専門転職サービス「ドライバーズワーク転職サポート」　リリース
- 2015年10月　格闘家専門就業支援「ファイターズサポート」　（サービス休止中）
- 2016年02月　警備員と清掃スタッフ専門転職サービス「セキュリティーワーク」　リリース
- 2016年06月　「ミライユフィットネス」　スタート（サービス休止中）
- 2017年02月　介護業界専門転職サービス「ミライユキャリア介護」（サービス休止中）
- 2018年09月　飲食業界専門転職サービス「プレーピア」（サービス休止中）
- 2019年06月　運送物流業界専門転職サービス「ドライバーズワークエージェント」リリース
- 2020年04月　若手・第二新卒専門転職サービス「タネックス」リリース

## 主なサービス
- ドライバーズワーク　タクシー転職サポート（タクシー乗務員に専属特化した人材紹介サービス）
- ドライバーズワーク（トラックドライバー・運送ドライバーに特化した人材紹介サービス)
- セキュリティーワーク（1号警備から4号警備の各種警備業に特化した人材紹介サービス）
- タネックス（未経験の若手人材、第二新卒の人材紹介サービス）
- 下剋上版 就活NEO 主宰（Youtube番組）
- ミノリバ（若年層向けのスキル形成支援事業）